# 이언진
이언진(李彦瑱, 1740년~1766년 5월 7일(음력 3월 29일))은 조선 후기의 역관·시인이다. 본관은 합천, 자는 우상(虞裳), 호는 운아(雲我)·송목관(松穆館)·창기(滄起), 담환(曇寰), 해탕(蟹蕩)이다. 서울 출생. 다른 이름은 상조(湘藻)이다. 어려서부터 재주가 뛰어나 시에 능하여 스승 이용휴에게 영이적(靈異的) 천재로 인정받았다.
1759년(영조 35) 식년시 역과(譯科)에 3등으로 합격, 사역원주부, 압물판사 등을 역임했으며 일본에 사절로 다녀왔다.

## 생애

### 출생과 가계
아버지는 통덕랑 이덕방(李德芳)이고, 어머니는 남포이씨(藍浦李氏)로, 역과에 급제하고 청학(淸學) 역관을 지낸 이기흥(李箕興)의 딸이다. 그의 아버지 덕방은 문장이 뛰어난 아들을 낳게 해달라고 관제묘(關帝廟)에 빌었는데 후에 이언진이 태어났다 한다. 아버지 덕방은 역과에 급제하지 못했고 역관 기록에 생도라고 되어 있으며, 그의 역과 합격 기록 아버지 전력란에는 통덕랑의 직책이 등재되어 있다.
본관은 강양으로, 강양은 합천의 별칭이다. 일본인이 그린 초상화 상단에는 그를 계림인(鷄林人)이라 칭했다. 그의 정확한 가계는 전하지 않는다. 그의 가계는 증조부 이수륜(李壽崙), 고조 이원적(李元迪), 5대조 이갑남(李甲男)까지는 알려졌으나 그 윗세대는 알려지지 않았고 합천이씨의 족보에도 나타나지 않는다. 형제로는 동생 이언술(李彦述), 이언로(李彦王+路)가 전한다.
할아버지 이세급(李世人+及)은 1717년(숙종 43년) 역과 식년시에 3등으로 급제하여 한학(漢學) 역관이었으며 가의대부 동지에 이르렀다. 그의 동생 이언로(李彦王+路) 역시 역과에 급제한 역관으로 한학역관이었으며 압물(押物), 한학교회(漢學敎誨)를 거쳐 통정대부(通政大夫)에 이르렀다.
대대로 역관을 지낸 집안에서 태어났으며, 이용휴(李用休)에게 학문을 배웠다. 성대중(成大中) 등과 교유하였다. 위항시인들의 시선집인 풍요속선에서 그의 용모를 파리한 모습에 손가락이 길었다고 하며, 일본에 파견되는 통신사의 압물판사로 방문했을 때 일본인이 그린 그의 초상화가 현재 전한다.

### 활동
1759년(영조 35) 식년시 역과(譯科)에 3등으로 합격하여 사역원 주부가 되었고, 1763년 통신사 조엄(趙曮)을 수행, 역관으로 일본에 다녀왔다. 박지원을 찾아 자신의 작품평을 부탁했으나 혹평을 듣고 실망하였다. 1766년 5월 7일(음력 3월 29일) 그는 27세에 한성부 삼청동(三淸洞)에서 요절하였다. 죽기 전 모든 초고를 직접 불살라버려 남아 있는 것이 별로 없으나, 초고를 불사를 때 그의 아내가 빼앗아 둔 일부의 유고가 《송목관신여고》(松穆館燼餘稿)라는 이름으로 편집되어 전한다.
그는 시인으로도 활동했는데 5언절구, 7언절구가 아닌 육언시(六言詩)를 지었다.
1764년 이후 자신의 시문을 모아 송목관집 (松穆館集)을 엮였으나 이 문집은 현재 전해지지 않는다. 일본 방문 시 일본인이 그린 초상화가 전한다. 한편 박지원(朴趾源)이 지은 〈우상전〉(虞裳傳) 이 《연암집》 권8, 〈방경각외전〉에 전한다. 한때 그가 일본에 다녀온 일로 왜어역관으로 알려졌으나, 역과방목에 그는 한학역관으로 기록되어 있다.

### 사후
그의 장지와 묘소는 실전되어 미상이다. 부인 류씨(劉氏)에게서 딸이 1명 있고 아들이 없어 동생 이언로의 아들 중 이복기(李復基)를 양자로 입양했다.
문집 송목관신여고(松穆館燼餘稿)는 후일 1860년(철종 11) 역관(譯官) 출신 문인(文人) 이상적(李尙迪), 김석준(金奭準), 김이주(金履周) 등이 그의 시문을 추가로 모아서 송목관신여고라 하고, 책 제목은 이용휴의 발제대로 송목관집으로 목판본을 출간했다. 활자본은 후손 이진명(李鎭命)과 같은 집안 종인(宗人) 이경민(李慶民) 등이 그의 부인 유씨가 모아뒀던 타다 남은 원고를 모아 활자본으로 1권을 간행하였다. 1860년 장지원(張之琬)이 쓴 식()識에 의하면 저자가 죽고 90여 년 후에 후손 이진명(李鎭命)과 같은 집안 종인(宗人) 이경민(李慶民) 등이 타다가 남은 원고를 모아 활자로 불분권 1책을 인행하였다고 기술하였다.
후대의 그의 필첩 《우상잉복 (虞裳剩馥)》이 발견되었다. 송목관시고 등 그의 문집 단본은 규장각에서 입수, 소장하고 있다. 1980년에는 송목관집(松穆舘集)으로 민족문화사에서 간행하였다.

## 저서
- 《송목관신여고》
- 《우상잉복 (虞裳剩馥)》

## 전기 자료
- 박지원, 《연암집》 권8, 우상전
- 이덕무, 《청장관전서》 권34, 〈청비록〉3, 이우상
- 김조순, 《풍고집》 권15, 이언진전
- 이경민, 《희조일사》 하권, 이언진전

## 참고 서적
- 이언진, 《송목관집 (민족문화사, 1980)
- 이경민 편《희조일사 : 조선의 역사를 빛낸 범상한 사람들의 비범한 이야기》 (노대환, 김성희, 김진우, 박선경 역 외 7명, 서해문집, 2021)